# Ewa Łowżył
Ewa Łowżył (ur. 6 października 1968) – polska fotografka, kostiumografka, aktywistka i animatorka kultury, współzałożycielka centrum kultury KontenerART w Poznaniu oraz zespołu Chór Czarownic.

## Życiorys
Ukończyła studia na Akademii Sztuk Pięknych w Poznaniu.
Była autorką kostiumów do spektakli Polskiego Teatru Tańca w reżyserii Ewy Wycichowskiej: Walk@ karnawału z postem (2002) oraz Carpe diem (2007). Współtworzyła projekty artystyczne Przywództwo i Memento vulgari (2008) we współpracy z Kobasem Laksą, a także Loch Ness (2006). Na przestrzeni kilku lat zrealizowała projekt fotograficzny Plemiona dotyczący trybalizacji społecznej, m.in. w Poznaniu, Warszawie, Rwandzie. Brała udział w wystawach zbiorowych Efekt czerwonych oczu – fotografia polska XXI w. oraz Sztuka lat 90. w CSW Zamek Ujazdowski. W 2015 współpracowała w Rwandzie z reżyserką Joanną Kos-Krauze przy realizacji filmu Ptaki śpiewają w Kigali, jako autorka fotosów do filmu.
Była pomysłodawczynią projektu KontenerART. Organizatorzy zakupili i ustawili nad Wartą w Poznaniu na okres letni (od maja) kontenery, w których działały bary, galeria sztuki, pracownie muzyczna i plastyczna, scena koncertowa oraz ogródek goszczący szereg inicjatyw społecznych. Według szacunków organizatorów weekendami na terenie KontenerART gromadziło się kilka tysięcy osób.
Była kuratorką Galerii Cargo w Poznaniu oraz inicjatorką postawienia pomnika Czarownicy z Chwaliszewa (2015) – pierwszej kobiety w Polsce spalonej na stosie. Była współrealizatorką projektu edukacyjnego Aktywator – kultura dla przestrzeni, współzałożycielką Fundacji Spotkanie i Tworzenie oraz radną Osiedla Jeżyce w latach 2015–2019.
W 2016 zainicjowała w Poznaniu Chóru Czarownic. W 2017 była reżyserką oraz autorką kostiumów do spektaklu Pieśni Czarownic, wystawionego wraz z Chórem Czarownic na deskach Teatru Polskiego w Poznaniu.
Była stypendystką Künstlerhaus Bethanien w Berlinie, stypendystką Ministra Kultury i Dziedzictwa Narodowego oraz beneficjentką programu Kultura Polska na Świecie Instytutu Adama Mickiewicza.
Jest feministką.

## Odbiór
W publikacji Matki-Polki Chłopcy i Cyborgi... Sztuka i feminizm w Polsce (2010) Izabela Kowalczyk pisała o pracach Ewy Łowżył Loch Ness (2006) i Plemiona (2009), inspirowanych hybrydycznością i sferami pośrednimi.

## Nagrody
- Nagroda Pracy Organicznej – Poznań (2009)[2][4]
- Nagroda Człowiek Kultury w Poznaniu w plebiscycie magazynu IKS oraz portalu Kulturapoznan.pl (2017)[4][17]
- Nagroda Artystyczna Marszałka Województwa Wielkopolskiego[4]